# Telluride Film Festival Silver Medallion
Die Telluride Film Festival Silver Medallion ist ein US-amerikanischer Filmpreis, der alljährlich beim Telluride Film Festival verliehen wird.

## Geschichte
Die Silver Medallion wird seit dem ersten Telluride Film Festival im Jahr 1974 verliehen. Pro Jahr wurden zunächst drei Personen mit dem Preis ausgezeichnet, die einen „wesentlichen Beitrag zur Welt des Kinos“ geleistet haben. Gelegentlich wurden Preise auch an Personengruppen, Organisationen, Magazine, Filme oder Fernsehserien verliehen.
Seit 1995 wird eine vierte Silver Medallion an einen Filmschaffenden, Filmhistoriker, Filmkritiker oder eine Organisation verliehen, die sich um die Filmkunst verdient gemacht hat.

## Preisträger
- 1974: Gloria Swanson, Francis Ford Coppola, Leni Riefenstahl
- 1975: Henry King, Werner Herzog, Jack Nicholson
- 1976: Chuck Jones, „King Kong“, King Vidor
- 1977: Michael Powell, Agnès Varda, Benjamin Carré
- 1978: Hal Roach, Sterling Hayden, Czech New Wave (Jaromil Jireš, Pavel Juráček, Jan Němec, Ivan Passer)
- 1979: Abel Gance, Robert Wise, Klaus Kinski
- 1980: Robert Altman, Maurice Pialat, Karl Struss
- 1981: The Character Actor (John Carradine, Elisha Cook, Jr., Margaret Hamilton, Woody Strode), Carlos Diegues, Dušan Makavejev
- 1982: Joel McCrea, Pierre Braunberger, Athol Fugard
- 1983: Luis Trenker, Andrei Tarkowski, Richard Widmark
- 1984: Henry Hathaway, Andrzej Wajda, Janet Leigh
- 1985: Emilio Fernández, Hanna Schygulla, Alexandre Trauner
- 1986: Alexander Mackendrick, Jiří Menzel, Isabelle Huppert
- 1987: Don Siegel, Stephen Frears, Tengiz Abuladze
- 1988: Pedro Almodóvar, Cab Calloway, The Xi’an Studio
- 1989: Peter Greenaway, Dennis Potter, Shōhei Imamura
- 1990: Gérard Depardieu, John Berry, Clint Eastwood
- 1991: Nature’s Filmmakers (Peter Jones, Marion Zunz, Paul Atkins), Jodie Foster, Sven Nykvist
- 1992: Elmer Bernstein, Cy Endfield, Harvey Keitel
- 1993: Ken Loach, John Alton, Jennifer Jason Leigh
- 1994: Judy Davis, Ken Burns, Harriet Andersson
- 1995: John Schlesinger, Zhang Yimou, The Surrealists (Jan Švankmajer, Guy Maddin, Brothers Quay), Andrew Sarris
- 1996: Shirley MacLaine, Mike Leigh, Alain Cavalier, Roger Mayer
- 1997: Horton Foote, Neil Jordan, Alexander Sokurov, Milos Stehlik
- 1998: Meryl Streep, Vittorio Storaro, Susumu Hani, Stanley Kauffmann
- 1999: Catherine Deneuve, David Lynch, Philip Glass, „Arena“
- 2000: Ang Lee, Stellan Skarsgård, Im Kwon-taek, Serge Silberman
- 2001: Catherine Breillat, Om Puri, Ken Russell, HBO
- 2002: Peter O’Toole, Paul Schrader, D. A. Pennebaker, Positif
- 2003: Peter Brook, Toni Collette, Krzysztof Zanussi, Ted Turner
- 2004: Laura Linney, Jean-Claude Carrière, Theodoros Angelopoulos, Fred Roos
- 2005: Mickey Rooney, Jean-Pierre und Luc Dardenne, Charlotte Rampling, The Criterion Collection & Janus Films
- 2006: Walter Murch, Penélope Cruz, Rolf de Heer, David Thomson
- 2007: Daniel Day-Lewis, Michel Legrand, Shyam Benegal, Leonard Maltin
- 2008: David Fincher, Jean Simmons, Jan Troell
- 2009: Anouk Aimée, Viggo Mortensen, Margarethe von Trotta, Serge Bromberg
- 2010: Claudia Cardinale, Colin Firth, Peter Weir, UCLA Film and Television Archive
- 2011: George Clooney, Pierre Étaix, Tilda Swinton, Sight & Sound
- 2012: Roger Corman, Marion Cotillard, Mads Mikkelsen, C. Chapin Cutler Jr. and Boston Light & Sound